# سیارک ۹۰۷۰۳
سیارک ۹۰۷۰۳ (به انگلیسی: 90703 Indulgentia، نامگذاری:1988RO3) نود هزار و هفتصد و سومین سیارک کشف شده‌است که در ۸ سپتامبر ۱۹۸۸ کشف شد.